# Heroes (album Sabatonu)
Heroes – siódmy album studyjny szwedzkiego zespołu Sabaton. Wydawnictwo ukazało się 16 maja 2014 roku nakładem wytwórni muzycznej Nuclear Blast. Limitowana edycja 2CD zawiera dodatkową płytę z 5 utworami. Nagrania zostały zarejestrowane pomiędzy styczniem a lutym 2014 roku w szwedzkim studio The Abyss, we współpracy z producentem muzycznym Peterem Tägtgrenem. Był to pierwszy album zespołu nagrany z perkusistą Hanniesem Van Dahlem oraz gitarzystami Thobbe Englundem i Chrisem Rörlandem. Nagrania były promowane teledyskiem do utworu „To Hell And Back”, który wyreżyserował Owe Lingvall.

## Lista utworów
Opracowano na podstawie materiału źródłowego.
| Nr  | Tytuł utworu          | Inspiracja | Długość |
| --- | --------------------- | --- | ------- |
| 1.  | „Night Witches”       | Radziecki 588 Pułk Bombowców Nocnych znany jako „Nocne wiedźmy” | 3:01    |
| 2.  | „No Bullets Fly”      | Incydent Charliego Browna i Franza Stiglera, podczas którego Stigler, będący w czasie II wojny światowej wojny asem Luftwaffe, mając możliwość zestrzelenia mocno uszkodzonego Boeinga B-17 Charliego Browna, pozwolił załodze odlecieć do bazy w Anglii. 40 lat po tym wydarzeniu Brown i Stigler spotkali się, a ich przyjaźń trwała do śmierci pierwszego z nich | 3:37    |
| 3.  | „Smoking Snakes”      | Brazylijski Korpus Ekspedycyjny walczący we Włoszech podczas II wojny światowej | 3:14    |
| 4.  | „Inmate 4859”         | Rotmistrz Witold Pilecki, żołnierz Polskiego Państwa Podziemnego i ochotnik do Auschwitz-Birkenau | 4:26    |
| 5.  | „To Hell and Back”    | Audie Murphy, jeden z najbardziej odznaczonych żołnierzy II wojny światowej | 3:26    |
| 6.  | „The Ballad of Bull”  | Leslie „Bull” Allen, Australijczyk służący w armii amerykańskiej, który otrzymał Srebrną Gwiazdę za uratowanie 12 rannych żołnierzy podczas walk na Nowej Gwinei | 3:53    |
| 7.  | „Resist and Bite”     | Chasseurs Ardennais, formacja piechoty Sił Zbrojnych Belgii i jej walki podczas niemieckiej inwazji na Belgię w 1940 roku | 3:27    |
| 8.  | „Soldier of 3 Armies” | Lauri Törni, żołnierz armii fińskiej, Waffen-SS i Zielonych Beretów US Army | 3:38    |
| 9.  | „Far from the Fame”   | Marszałek Czechosłowacji Karel Janoušek i jego zasługi dla tworzenia czechosłowackich sił powietrznych w Wielkiej Brytanii | 3:47    |
| 10. | „Hearts of Iron”      | Niemiecka 12 i 9 Armii i jej działania w czasie bitwy pod Halbe | 4:28    |
|     |                       | | 36:57   |

| CD 2 (edycja rozszerzona) | CD 2 (edycja rozszerzona)                          | CD 2 (edycja rozszerzona) |
| Nr                        | Tytuł utworu                                       | Długość                   |
| ------------------------- | -------------------------------------------------- | ------------------------- |
| 1.                        | „7734”                                             | 03:32                     |
| 2.                        | „Man of War”                                       | 03:47                     |
| 3.                        | „For Whom The Bell Tolls” (Cover utworu Metalliki) | 05:22                     |
| 4.                        | „En Hjältes Väg” (Cover utworu Raubtiera)          | 04:26                     |
| 5.                        | „Out Of Control” (Cover utworu Battle Beast)       | 03:36                     |
|                           |                                                    | 20:43                     |

| Płyta winylowa | Płyta winylowa        | Płyta winylowa |
| Nr             | Tytuł utworu          | Długość        |
| -------------- | --------------------- | -------------- |
| 1.             | „Night Witches”       |                |
| 2.             | „No Bullets Fly”      |                |
| 3.             | „Smoking Snakes”      |                |
| 4.             | „Inmate 4859”         |                |
| 5.             | „To Hell And Back”    |                |
| 6.             | „The Ballad Of Bull”  |                |
| 7.             | „Resist And Bite”     |                |
| 8.             | „Soldier Of 3 Armies” |                |
| 9.             | „Far From The Fame”   |                |
| 10.            | „Hearts Of Iron”      |                |
| 11.            | „7734”                |                |
| 12.            | „Man Of War”          |                |

## Twórcy
Opracowano na podstawie materiału źródłowego.
| Zespół Sabaton w składzie - Joakim Brodén – wokal prowadzący, instrumenty klawiszowe - Pär Sundström – gitara basowa, wokal wspierający - Hannies Van Dahl – perkusja, wokal wspierający - Thobbe Englund – gitara, wokal wspierający - Chris Rörland – gitara, wokal wspierający Produkcja - Jonas Kjellgren – mastering, inżynieria dźwięku, realizacja nagrań - Peter Tägtgren – produkcja muzyczna, miksowanie, inżynieria dźwięku, realizacja nagrań | Dodatkowi muzycy - Pär Hulkoffgarden – wokal wspierający - Christer Gärds – wokal wspierający - Anders Sandström – wokal wspierający - Bosse Gärds – wokal wspierający - Pontus Lekaregård – wokal wspierający - Pelle Hindén – wokal wspierający - Marie Mullback – wokal wspierający - Åsa Österlund – wokal wspierający - Hannele Junkala – wokal wspierający - Sofia Lundström – wokal wspierający - Marie-Louise Strömqvist – wokal wspierający - Snowy Shaw – wokal wspierający - Ken Kängström – gitara - Daniel Beckman – programowanie, orkiestracje - Philip Lindh – instrumenty klawiszowe, programowanie, orkiestracje |

## Listy sprzedaży
| Lista                          | Kraj              | Pozycja | Status          |
| ------------------------------ | ----------------- | ------- | --------------- |
| UK Albums Chart                | Wielka Brytania   | 59      |                 |
| Billboard 200                  | Stany Zjednoczone | 99      |                 |
| OLiS                           | Polska            | 6       |                 |
| Sverigetopplistan              | Szwecja           | 1       | platynowa płyta |
| Ö3 Austria Top 40              | Austria           | 11      |                 |
| Schweizer Hitparade            | Szwajcaria        | 7       |                 |
| Suomen virallinen lista        | Finlandia         | 2       |                 |
| Media Control Charts \| Niemcy | 3                 |         |                 |
| SNEP                           | Francja           | 156     |                 |
| MegaCharts                     | Holandia          | 37      |                 |
| VG-Lista                       | Norwegia          | 13      |                 |